# The Producers (2005)
The Producers är en amerikansk komedi-musikalfilm regisserad av Susan Stroman. I filmen medverkar Nathan Lane, Matthew Broderick, Uma Thurman, Gary Beach, Roger Bart och Will Ferrell. Filmen är en filmatisering av Broadway musikalen från 2001, som i sin tur är baserad på Mel Brooks film Det våras för Hitler från 1968 med Zero Mostel, Gene Wilder och Andreas Voutsinas i rollerna. Den producerades och distribuerades av Universal Pictures i USA och globalt av Columbia Pictures.

## Handling
En fordom stor, men nu misslyckad broadway-producent vid namn Max Bialystock (Nathan Lane) beslutar sig efter flera misslyckade uppsättningar, hård kritik från journalisterna och pengaförluster, för att försöka göra en så usel uppsättning som möjligt för att genom att satsa rätt tjäna på det. Han får kontakt med en annan man, en revisor vid namn Leo Bloom (Matthew Broderick) som söker ett bättre liv, och tillsammans ger de sig ut för att leta rätt på det absolut sämsta manuset, den sämsta regissören, och de i särklass sämsta skådespelarna.

## Rollista
- Nathan Lane som Max Bialystock
- Matthew Broderick som Leopold "Leo" Bloom
- Will Ferrell som Franz Liebkind
- Uma Thurman som Ulla Inga Hansen Benson Yanson Tallen Hallen Svaden Swanson Bloom
- Gary Beach som Roger De Bris
- Roger Bart som Carmen Ghia
- Jon Lovitz som Mr. Marks
- Michael McKean som Prison Trustee
- David Huddleston som Judge
- Richard Kind som Jury Foreman
- Eileen Essell som Hold Me-Touch Me
- Debra Monk som Lick Me-Bite Me
- Andrea Martin som Kiss Me-Feel Me
- John Barrowman som the Lead Tenor Stormtrooper

## Soundtrack
All sångtext är skriven av Mel Brooks. 
| Nr           | Titel                                                                                                  | Längd |
| ------------ | --- | ----- |
| 1.           | Overture (Orchestra)                                                                                   | 0:43  |
| 2.           | Opening Night (Opening Nighters)                                                                       | 1:46  |
| 3.           | We Can Do It (Max och Leo)                                                                             | 3:57  |
| 4.           | I Wanna Be a Producer (Leo, Accountants, Mr. Marks och Dancing Chorus Girls)                           | 6:14  |
| 5.           | Der Guten Tag Hop-Clop (Franz, Max, och Leo)                                                           | 1:57  |
| 6.           | Keep It Gay (Roger, Carmen, Max, Leo, och Company)                                                     | 5:51  |
| 7.           | When You Got It, Flaunt It (Ulla)                                                                      | 3:09  |
| 8.           | Along Came Bialy (Max and Little Old Ladies)                                                           | 3:51  |
| 9.           | That Face (Leo och Ulla)                                                                               | 4:15  |
| 10.          | Haben Sie gehört das Deutsche Band? (Franz)                                                            | 1:19  |
| 11.          | You Never Say Good Luck on Opening Night (Roger, Carmen, Franz, Max, och Leo)                          | 1:34  |
| 12.          | Springtime for Hitler (Part I) (Soldiers, Girls, och Company)                                          | 3:40  |
| 13.          | Heil Myself (Roger och Company)                                                                        | 0:52  |
| 14.          | Springtime for Hitler (Part II) (Roger, Ulla, och Company)                                             | 3:00  |
| 15.          | You'll Find Your Happiness in Rio (Samba Band)                                                         | 1:10  |
| 16.          | Betrayed (Max)                                                                                         | 4:26  |
| 17.          | 'Til Him (Max, Leo, och Little Old Ladies)                                                             | 3:10  |
| 18.          | Prisoners of Love (Broadway) (Prisoners, Ulla, och Company)                                            | 2:16  |
| 19.          | Prisoners of Love (Leo and Max) (Leo och Max)                                                          | 1:26  |
| 20.          | There's Nothing Like a Show on Broadway (Leo och Max)                                                  | 3:41  |
| 21.          | The Hop-Clop Goes On (Franz)                                                                           | 3:34  |
| 22.          | Goodbye! (Leo, Max, Ulla, Roger, Carmen, Mr. Marks, Accountants, Dancing Chorus Girls, och Mel Brooks) | 0:35  |
| 23.          | The King of Broadway (Max)                                                                             | 4:38  |
| Total längd: | Total längd:                                                                                           | 67:15 |

## Mottagande
The Producers fick blandade eller medelmåttiga recensioner från kritikerna. En positiv internetrecensent sa: "Outrageous musical numbers evoke most of the laughs in this movie funfest. Eat your heart out, Rockettes, because here comes a little old ladies’ chorus line (“Along Came Bialy”) to rival your success. Watch out, real-life producers, for an actor named Gary Beach (“Heil Myself”). Never, and I mean never, hire him if you want your play to flop! And stop spinning in your grave, Florenz Ziegfeld. Those “Springtime for Hitler and Germany” showgirls are all in good fun. Finally, congratulations to director Susan Stroman, for making this Broadway gem into a film that old-time movie musical fans like me can cheer about."
Nathan Rabin skrev följande: "Between the rough start and an ending that lingers too long, there's a solid hour or so of terrific entertainment that serves as both a giddy tribute to Broadway musicals and a parody thereof. Thirty-seven years after Brooks declared war on taste and propriety, 'The Producers' has lost its power to shock or offend, but it's retained its ability to amuse."
Roger Ebert noterade svårigheter i att recensera filmen på grund av dess likhet med originalfilmen från 1968. Dock sa han att den nya versionen var "rolig" och gav den tre stjärnor (av totalt fyra).  Ebert sa följande: "The new movie is a success, that I know. How much of a success, I cannot be sure."
Utöver de positiva recensionerna, nominerades filmen till fyra Golden Globes (däribland nomineringar för skådespelarna Ferrell och Lane).
De flesta av de negativa recensionerna tyckte att framförandet mer riktades mot teater än för film. Stephanie Zacharek observerade följande: "'The Producers' is essentially a filmed version of a stage play, in which none of the characters' expressions or line readings have been scaled down to make sense on-screen. Every gesture is played out as if the actors were 20 feet away in real life, which means that, by the time the performers are magnified on the big screen, they're practically sitting in your lap. The effect is something like watching a 3-D Imax film without the special glasses."